# Església catòlica a Cuba

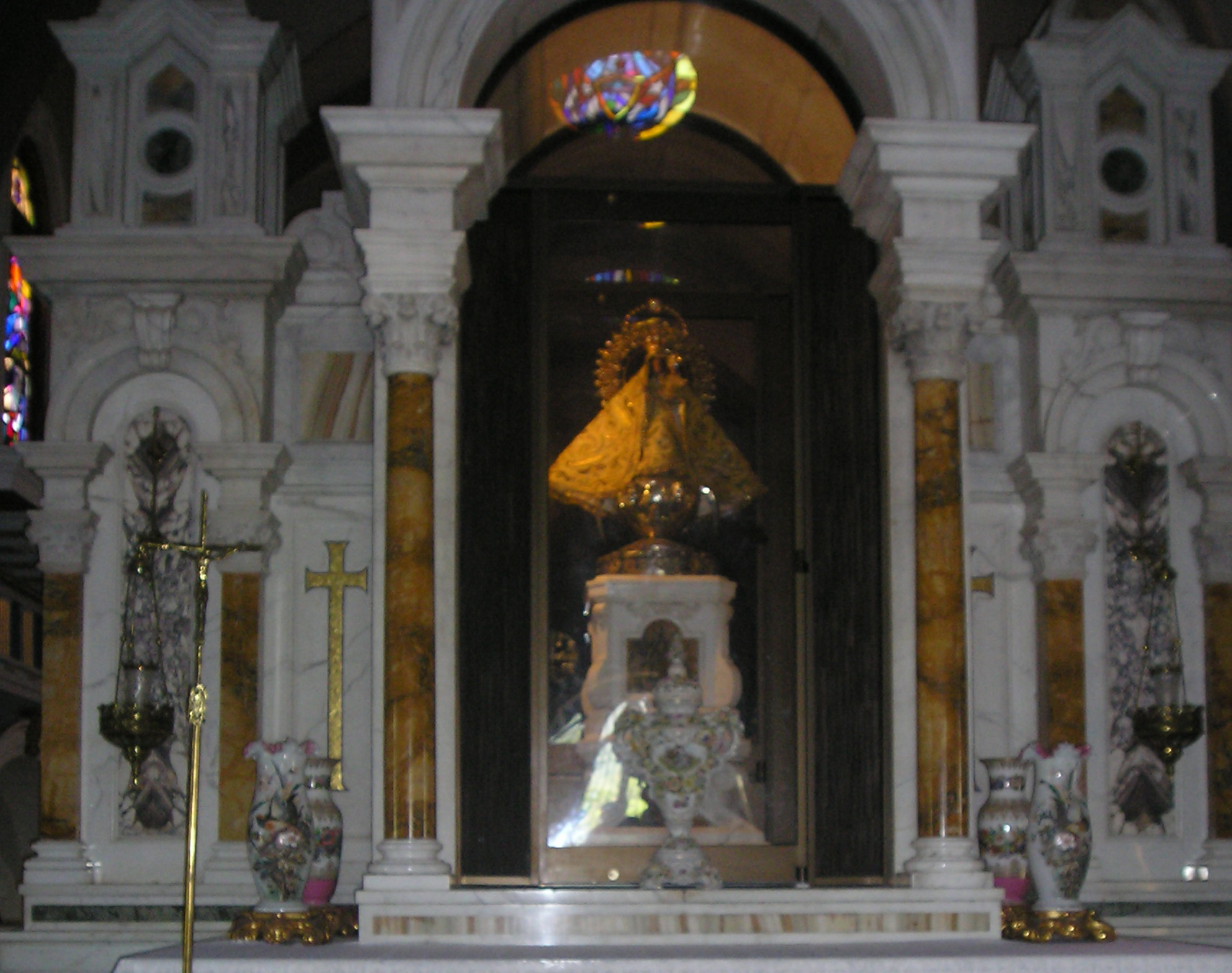
Imatge de la Mare de Déu de la Caritat de El Cobre

L'Església catòlica a Cuba, part de l'Església catòlica universal en comunió amb el bisbe de Roma, el Papa.
L'Església catòlica estima que vers el 60% de la població de l'illa és catòlica. L'Església es compon d'onze diòcesis, tres d'elles amb rang d'arxidiòcesi. La figura de major jerarquia és l'arquebisbe de l'Habana, Jaime Ortega Alamino.
La patrona és la Mare de Déu de la Caritat de El Cobre.

## Història
La història del catolicisme a Cuba s'inicià al segle XVI, amb la conquesta castellana. Durant quatre segles, i fins a la Revolució cubana de 1959, l'Església cubana ha jugat un rol essencial al país. Les relacions diplomàtiques entre Cuba i l'Estat del Vaticà es remunten al 1935.
El 1959 els catòlics constituïen al voltant del 70% de la població. Després del triomf de la Revolució, l'estat llançà diverses mesures que cercaven restar poder a l'Església i reforzar la separació entre ella i l'estat, tot i que mai no arribà a prohibir-la. Gran part del clergat i de les religioses, en particular les d'origen estranger, abandonaren Cuba els primers anys del nou règim.
A la dècada de 1980 milloraren les relacions entre el Vaticà i el Govern Cubà. El 19 de novembre de 1996 Fidel Castro va ser rebut pel Papa Joan Pau II al Vaticà. El gener de 1998 el Papa realitzà una visita pastoral a Cuba, sent rebut per Castro. A la missa que el Papa celebrà a la plaça de la Revolució José Martí es reuní prop d'un milió de persones. Posteriorment, el Papa Benet XVI també visità l'illa, entre el 26 i el 28 de març de 2012; i el Papa Francesc l'ha visitat en dues ocasions, la primera entre el 19 i el 22 de setembre de 2015 i la segona el 12 de febrer de 2016, reunint-se amb el Patriarca  Ciril I de Moscou a l'Havana.
Segons dades de la revista Newsweek de 1998, "prop de 4,7 del 11 milions de cubans estan batejats, tot i que només uns 150.000 van a missa els diumenges."

## Organització eclesiàstica

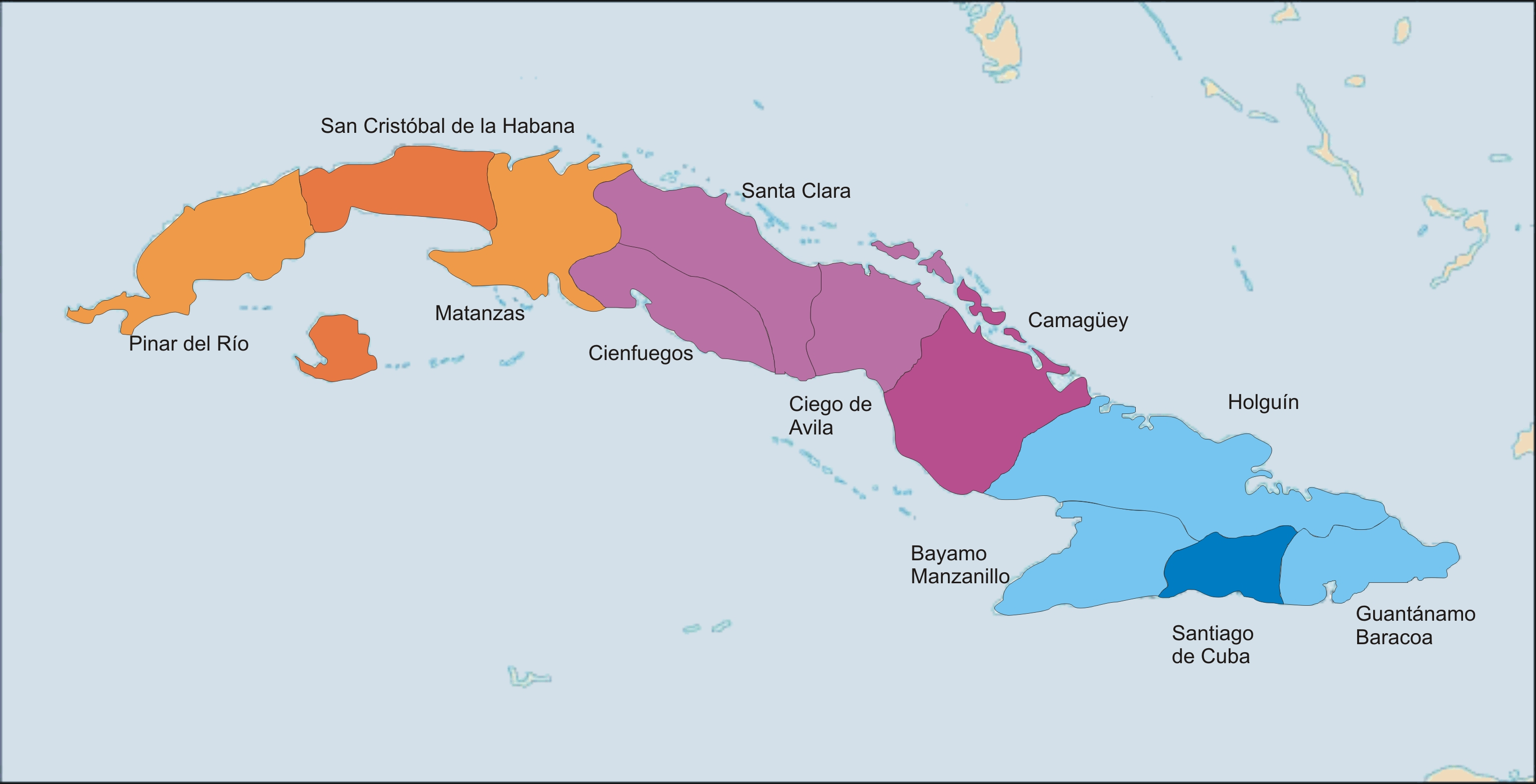
Mapa de les diòcesis cubanes, d'acord amb les províncies eclesiàstiques

L'Església catòlica està present a l'illa amb 3 seus metropolitanes i 8 diòcesis sufragànies:
Província eclesiàstica de La Habana
- Arquebisbat de Sant Cristòfor de l'Habana 
  - Bisbat de Pinar del Río
  - Bisbat de Matanzas

Província eclesiàstica de Camagüey
- Arquebisbat de Camagüey
  - Bisbat de Cienfuegos
  - Bisbat de Santa Clara
  - Bisbat de Ciego de Ávila

Província eclesiàstica de Santiago de Cuba
- Arquebisbat de Santiago de Cuba
  - Bisbat de Holguín
  - Bisbat del Santísimo Salvador de Bayamo-Manzanillo
  - Bisbat de Guantánamo-Baracoa.

## Conferència de Bisbes Catòlics de Cuba
La Conferència de Bisbes Catòlics de Cuba (COCC) és membre del Consell Episcopal Llatinoamericà (CELAM).a ella pertanyen tots els bisbes cubans, tant residencials com auxiliars.
Presidents de la Conferència episcopal
- 1958-1963: Manuel Arteaga Betancourt, arquebisbe de L'Habana
- 1963-1970: Evelio Díaz y Cía, arquebisbe de San Cristóbal de L'Habana
- 1970-1973: Francisco Ricardo Oves Fernández, arquebisbe de L'Habana
- 1973-1976: José Maximino Eusebio Domínguez y Rodríguez, bisbe de Matanzas
- 1976-1979: Francisco Ricardo Oves Fernández, arquebisbe de L'Habana
- 1979-1982: Pedro Claro Meurice Estíu, arquebisbe de Santiago de Cuba
- 1982-1988: Adolfo Rodríguez Herrera, arquebisbe de Camagüey
- 1988-1998: Jaime Ortega Alamino, arquebisbe de L'Habana
- 1998-2001: Adolfo Rodríguez Herrera, arquebisbe de Camagüey
- 2001-2007: Jaime Ortega Alamino, arquebisbe de L'Habana
- 2007-2010: Juan García Rodríguez, arquebisbe de Camagüey
- 2010 -...: Dionisio García Ibáñez, arquebisbe de Santiago de Cuba

Vicepresidents de la Conferència episcopal
- Bisbe Marcelo Arturo González Amador, bisbe de Santa Clara, des de l'11 de novembre de 2013

## Estadístiques
L'Església catòlica cubana, a finals del 2010, la diòcesi tenia 6.766.000 batejats sobre una població de 11.242.000 persones, equivalent al 60,1% del total.
| any  | població  | població   | població | sacerdots | sacerdots       | sacerdots       | sacerdots             | diàques | religiosos | religiosos | parroquies |
| ---- | --------- | ---------- | -------- | --------- | --------------- | --------------- | --------------------- | ------- | ---------- | ---------- | ---------- |
| any  | batejats  | total      | %        | total     | clergat secular | clergat regular | batejats por sacerdot | diàques | homes      | dones      |            |
| 2004 | 6.331.250 | 12.546.846 | 50,4     | 299       | 180             | 119             | 21.174                | 59      | 153        | 646        | 295        |
| 2010 | 6.766.000 | 11.242.000 | 60,1     | 361       | 190             | 171             | 18.744                | 71      | 208        | 619        | 304        |

## Nunciatura apostòlica

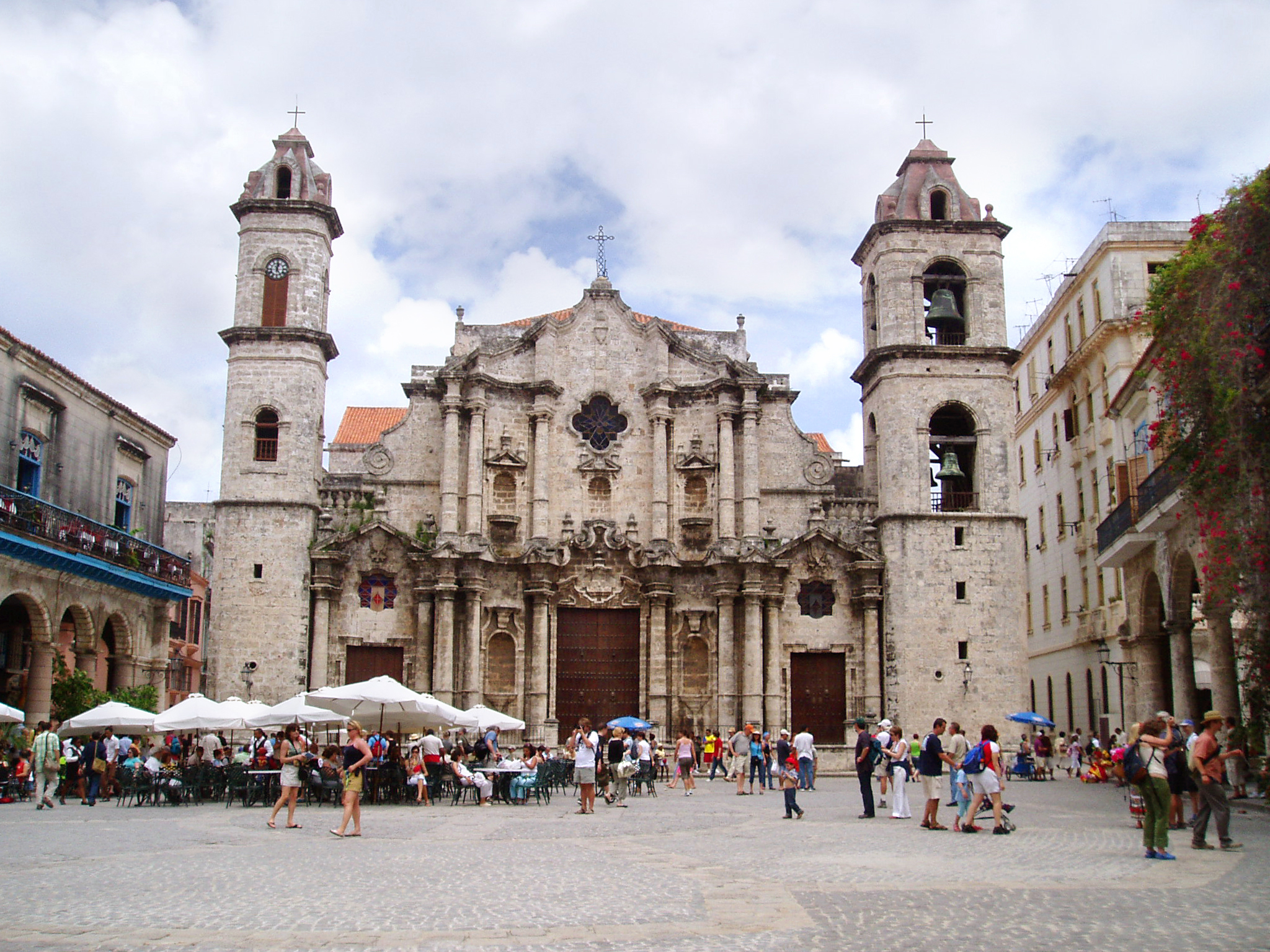
La catedral de l'Havana.

La delegació apostòlica a Cuba i Puerto Rico va ser instituïda el 1898.
El 7 de desembre de 1925 s'erigí la Delegació apostòlica de les Antilles mitjançant el decret Ea est Antillarum insularum, amb jurisdicció sobre totes les illes Antilles i amb seu a l'Havana. Va substituir la delegació apostòlica de Cuba i Puerto Rico.
El 2 de setembre de 1935, mitjançant el breu Reipublicae Cubanae del Papa Pius XI, es creà la nunciatura apostòlica a Cuba.
El 10 d'agost de 1938, en força del decret Decreto Antillarum de la Congregació pels afers eclesiàstics extraordinaris, se suspengué la delegació apostòlica de les Antilles i, contextualment, Jamaica i l'Hondures britànica van ser assignades a la nunciatura apostòlica de Cuba.

### Delegats apostòlics a Cuba i Puerto Rico
- Placide Louis Chapelle, arquebisbe titular d'Arabisso (16 de setembre de 1898 - 9 d'agost de 1905 mort)
- Giuseppe Aversa, arquebisbe titular de Sardi (24 de maig de 1906 - 21 d'octubre de 1909 nomenat delegat apostòlic a Veneçuela)
- Adolfo Alejandro Nouel y Boba-Dilla, arcivescovo di Santo Domingo (3 de novembre de 1913 - 1915 renuncià)
- Tito Trocchi, arquebisbe titular de Lacedemonia (9 de desembre de 1915 - 25 de maig de 1921 nomenat internunci apostòlic a Bolívia)
- Pietro Benedetti, arquebisbe titular de Tir (22 de juliol de 1921 - 7 de desembre de 1925 renuncià)

### Delegats apostòlics a les Antilles
- George Joseph Caruana, arquebisbe titular de Sebaste (22 de desembre de 1925 - 10 d'agost de 1938 renuncià)

### Nuncis apostòlics a Cuba
- George Joseph Caruana, arquebisbe titular de Sebaste (15 de setembre de 1935 - 26 d'abril de 1947 renuncià)
- Antonio Taffi, arquebisbe titular de Sergiopoli (14 de maig de 1947 - 9 de gener de 1950 nomenat nunci apostòlic a Nicaragua)
- Giuseppe Burzio, arquebisbe titular de Gortina (18 de desembre de 1950 - 7 de gener de 1955 renuncià)
- Luigi Centoz, arquebisbe titular d'Edessa d'Osroene (29 de novembre de 1954 - 5 de juliol de 1962 nomenat vice-camarlenc de la Cambra Apostòlica)
  - Cesare Zacchi, bisbe titular de Zella (1962 - 24 de maig de 1974 nomenat nunci apostòlic) (encarregat d'afers ad interim)
- Cesare Zacchi, arquebisbe titular de Maura (24 de maig de 1974 - 1 de juny de 1975 nomenat president de la Pontifícia Acadèmia Eclesiàstica)
- Mario Tagliaferri, arquebisbe titular de Formia (25 de juny de 1975 - 15 de desembre de 1978 nomenat nunci apostòlic a Perú)
- Giuseppe Laigueglia, arquebisbe titular d'Elie (20 de gener de 1979 - 31 de juliol de 1980 nomenat oficial de la cúria pontifícia)
- Giulio Einaudi, arquebisbe titular de Villamagna de Tripolitània (5 d'agost de 1980 - 23 de setembre de 1988 nomenat nunci apostòlic a Xile)
- Faustino Sainz Muñoz, arquebisbe titular de Novaliciana (29 d'octubre de 1988 - 7 d'octubre de 1992 nomenat nomenat nunci apostòlic a la República Democràtica del Congo)
- Beniamino Stella, arquebisbe titular de Midila (15 de desembre de 1992 - 11 de febrer de 1999 nomenat nunci apostòlic a Colòmbia)
- Luis Robles Díaz, arquebisbe titular de Stefaniaco (6 de març de 1999 - 4 d'octubre de 2003 nomenat vicepresident de la Pontifícia commissió per a l'Amèrica Llatina)
- Luigi Bonazzi, arquebisbe titular d'Atella (30 de març de 2004 - 14 de març de 2009 nomenat nunci apostòlic a Lituània)
- Giovanni Angelo Becciu, arquebisbe titular de Roselle (23 de juliol de 2009 - 10 de maig de 2011 nomenat Substitut pels Afers Generals de la Secretaria d'Estat)
- Bruno Musarò, arquebisbe titular d'Abari (6 d'agost de 2011 - 5 de febrer de 2015 nomenat nunci apostòlic a Egipte)
- Giorgio Lingua, arquebisbe titular de Tuscània, des del 17 de març de 2015